# سيما شي
سيما شي (208 ~ مارس 255) كان جنرالاً ووصياً على العرش في مملكة واي خلال عهد الممالك الثلاث في الصين. ساعد والده سيما يي في سنة 249 في انقلابه على ساو شاونغ الوصي على الإمبراطور ساو فانغ مما زاد من سلطة أسرة سيما في الدولة، وبعد وفاة والده في 251 ورث منه جميع سلطته. ظل سيما شي مراقباً للساحة السياسية وعندما حاول الإمبراطور ساو فانغ التحرك ضده في سنة 254، قام سيما شي بخلعه وتعيين ابن عمه ساو ماو إمبراطوراً. سيطرة سيما شي على السلطة مكنته عند وفاته من نقل سلطته إلى أخيه الأصغر سيما تساو والذي بدوره نقل السلطة إلى ابنه الأصغر سيما يان والذي أسس سلالة تشين (265 ~ 420).
بعد إنشاء سلالة تشين، اعترف سيما يان بفضل عمه في وصوله هو إلى السلطة الإمبراطورية فأعطاه اللقب التكريمي الإمبراطور تشينغ إمبراطور تشين (晉景帝) وحصل على اسم المعبد شيزونغ (世宗).